# ケツノポリス12
『ケツノポリス12』（ケツノポリス・トゥエルブ）は、ケツメイシ12作目のアルバム。2021年12月1日発売。発売元はavex trax。

## 解説
3年ぶりの新作。本作のカラーは灰色と白の水玉。DVDが付属の初回限定盤、Blu-rayが付属の初回限定盤、通常盤の3形態で発売。ツアー限定シングル『お調子者で行こう/真っ赤な情熱』と、配信シングル『君のもとへ』は未収録。初回封入特典は2021年に行われるライブツアー『KTM TOUR 2021』購入者限定特別先行抽選予約。

## 収録曲
- 全作詞：ケツメイシ

1. ALL SET　03:12
  - 作曲：ケツメイシ、守尾崇
2. イェイイェイイェイ　04:10
  - 作曲：ケツメイシ、CHIVA、大志
3. ヨクワラエ　05:23
  - 作曲：ケツメイシ、守尾崇
  - 33rdシングル。映画『フード・ラック!食運』主題歌。
4. とわねな夜　04:46
  - 作曲：ケツメイシ、SHIGE
5. Hello　03:41
  - 作曲：ケツメイシ、THE COMPANY
6. パーリーピーポー　04:45
  - 作曲：ケツメイシ、南田健吾
  - 配信シングル。MV・ジャケットには狩野英孝が出演。
7. サンシャインガール（AL Mix）　05:52
  - 作曲：ケツメイシ、長谷川大介
  - 配信シングル。MV・ジャケットにはきつねが出演。
8. 青空　05:09
  - 作曲：ケツメイシ、tasuku
  - 配信シングル。MV・ジャケットにはゾフィーが出演。
  - 「JAL×コカ・コーラ2021」タイアップ・ソング
9. 小さな幸せ　04:39
  - 作曲：ケツメイシ、CHIVA、大志
  - 配信シングル。MV・ジャケットにはアルコ&ピースが出演。
10. 雨のいたずら　06:09
  - 作曲：ケツメイシ、CHIVA
  - 配信シングル。MV・ジャケットにはジャルジャルが出演。
11. 鏡の中で　04:59
  - 作曲：ケツメイシ、フジ・トモカ
12. 譲れない事　04:50
  - 作曲：ケツメイシ、Br'z
13. 走り続けた日々　05:52
  - 作曲：ケツメイシ、高橋亮人
  - 毎日放送「第101回全国高等学校ラグビーフットボール大会」テーマソング[3]。
14. 青い空　05:14
  - 作曲：ケツメイシ、S-kit、Sylo
  - セガサミーホールディングス「セガサミーカップ」テーマ・ソング
15. 行け　04:45
  - 作曲：ケツメイシ、CHIVA
  - 時代劇専門チャンネル・関西テレビ放送共同制作ドラマ『小河ドラマ 徳川☆家康』主題歌
16. スーパースター（BONUS TRACK）　03:39
  - 作曲：ケツメイシ、CHIVA
  - 33rdシングル。テレビ朝日系テレビアニメ『クレヨンしんちゃん』オープニングテーマ。

## DVD/Blu-ray
1. 「青空」“ゆる”リリックビデオ
2. 「雨のいたずら」“ゆる”リリックビデオ
3. 「サンシャインガール」“ゆる”リリックビデオ
4. 「パーリーピーポー」“ゆる”リリックビデオ
5. 「小さな幸せ」“ゆる”リリックビデオ
6. 沖縄ゆるBBQ 「ケツノポリス12」ALLミックス
7. 沖縄撮影オフショット秘蔵映像